# We Started Nothing
We Started Nothing je debutové album dua The Ting Tings. Jeho nahrávání probíhalo v letech 2007–2008, fyzického vydání v Británii se dočkalo 19. května 2008 prostřednictvím labelu Columbia. Album je žánrově velice pestré, kombinuje prvky indie rocku, synthpopu, dance-punku až new wave. Vzešlo z něj celkem 7 singlů, z nichž nejznámější jsou That's Not My Name, Shut Up And Let Me Go a Be the One.
Album v prvním týdnu prodeje dobylo britský žebříček, celosvětově se ho prodalo přes 2 milionu kusů.

## Seznam skladeb
Všechny skladby napsal(i) Jules de Martino a Katie White. 
| Pořadí | Název                 | Délka |
| ------ | --------------------- | ----- |
| 1.     | Great DJ              | 3:23  |
| 2.     | That's Not My Name    | 5:11  |
| 3.     | Fruit Machine         | 2:54  |
| 4.     | Traffic Light         | 2:59  |
| 5.     | Shut Up and Let Me Go | 2:52  |
| 6.     | Keep Your Head        | 3:23  |
| 7.     | Be the One            | 2:58  |
| 8.     | We Walk               | 4:05  |
| 9.     | Impacilla Carpisung   | 3:51  |
| 10.    | We Started Nothing    | 6:22  |

## Singly
- Prvním singlem z alba se stal tzv. double a side singl, obsahující tracky That's Not My Name a Great DJ. Ty byly vydány 27. května tehdy ještě na nezávislém labelu Switchflicker Records.
- Druhým singlem se stala skladba Fruit Machine. Jednalo se pouze o limitovanou edici čítající 500 kopií, která byla dostupna pouze na koncertech kapely pro své fanoušky.
- Jako třetí singl byl znovu vydán song Great DJ. Singl se v hitparádách neuchytil až do znovu vydání That's Not My Name, kdy se umístil na 33. příčce britského singlového žebříčku. Singl byl vydán 3. března 2008.
- 12. května byl znovu vydán singl That's Not My Name, který se řadí mezi nejúspěšnější singly kapely a zároveň je to jediný singl The Ting Tings, který dobyl britský singlový žebříček. Na konci roku 2008 se That's Not My Name stal 22. nejvíce prodávaným singlem roku. V České republice se v oficiální IFPI Chart umístil nejvýše na 7. příčce.[1] Do amerických rádií byl singl nasazen 27. ledna 2009, v americkém Billboardu se vyšplhal nejvýše na 39. pozici.
- Pátým singlem se stala skladba Shut Up And Let Me Go. Díky popularitě předešlého singlu se Shut Up And Let Me Go umístila v Top 75 britského žebříčku 2 měsíce před svým samotným vydáním prostřednictvím downloadů. Oficiálně singl vyšel 21. července 2008 a je považován za druhý nejúspěšnější singl skupiny, kdy dosáhl na šestou příčku britského žebříčku. V USA singl vyšel již 15. dubna, kdy získal ocenění platinum a vyšplhal se nejvýše na 55. příčku Billboardu.
- Šestým singlem byla zvolena skladba Be the One, která vyšla 13. října 2008. V České republice dosáhl tento singl nejvýše sedmého místa[1], zatímco v Británii se probojoval pouze na 29. pozici.
- Sedmým singlem se měl stát track Fruit Machine, který měl být znovu vydán 9. února 2009. Týden před jeho vydáním ale byly pozměněny plány a místo něj skupina vydala We Walk. Singl se zařadil mezi ty nejméně úspěšné, kdy se umístil na pouhém 50. místě britského singlového žebříčku. Díky malému úspěchu singl vyšel pouze jako digital download.
- Osmým singlem se měla stát skladba Keep Your Head, plány na její vydání byly ale zrušeny, aby se kapela soustředila více na nahrávání nového studiového alba.